# New Wild Everywhere
New Wild Everywhere è il quinto album in studio del gruppo musicale canadese Great Lake Swimmers, pubblicato nel 2012.

## Tracce
Testi e musiche di Tony Dekker, eccetto se diversamente indicato.
1. Think That You Might Be Wrong – 4:14 (Tony Dekker, Miranda Mulholland)
2. New Wild Everywhere – 3:47
3. The Great Exhale – 4:38
4. The Knife – 4:22
5. Changes with the Wind – 4:24
6. Cornflower Blue – 4:07
7. Easy Come Easy Go – 4:24
8. Fields of Progeny – 2:56
9. Ballad of a Fisherman's Wife – 3:18
10. Quiet Your Mind – 4:51 (Tony Dekker, Miranda Mulholland)
11. Parkdale Blues – 3:55
12. On the Water – 5:33
13. Les Champs de Progéniture – 3:08